# Basilique Saint-Michel de Máriapócs
Pour les articles homonymes, voir Sanctuaire Notre-Dame-des-Douleurs et Basilique Saint-Michel.
La basilique Saint-Michel est une église située à Máriapócs en Hongrie, rattachée à l’éparchie de Nyíregyháza de l’Église grecque-catholique hongroise. L’Église catholique lui donne le statut de basilique mineure depuis le 25 mars 1948, et la Conférence épiscopale catholique hongroise la reconnaît sanctuaire national sous le nom de sanctuaire Notre-Dame-des-Douleurs depuis le 1er décembre 2005. L’église est dédiée à l’archange Michel, et le sanctuaire à Notre-Dame des Douleurs.